# När sugfiskar krockar
När sugfiskar krockar är en svensk kortfilm från 2014 i regi av Molly Hartleb. I rollerna ses bland andra Cecilia Frode, Simon J. Berger och Ulla Skoog.

## Handling
När sugfiskar krockar börjar med att ett nykärt par flyttar ihop och slutar med frågan: vad händer när sugfiskar krockar?

## Rollista
- Cecilia Frode – kvinnan
- Simon J. Berger – mannen
- Ulla Skoog – kommissarie
- Kristoffer Kamiyasu – kriminalinspektör
- Krister Kern – tjuv
- Björn Bergholm – kriminaltekniker
- Jonas Schmidt	– uniformerad polis
- Anders Olofsson – uniformerad polis
- Yngve Lindahl – uniformerad polis
- Martin Cherudi – flyttgubbe
- Curt Nordlund	– flyttgubbe
- Jörgen Karlsson – flyttgubbe
- Peder Olsen – flyttgubbe

## Om filmen
När sugfiskar krockar producerades av Kim Buisson för Aspekt Produktion AB och samproducerades av Sveriges Television. Filmen mottog produktionsstöd av Svenska Filminstitutet och Film i Väst. Den spelades in efter ett manus av Aron Levander med Marek S Wieser som fotograf. Filmen klipptes senare samman av Kristin Grundström.
Levander fick idén till manuset efter att ha varit ute på stan: "I en butik såg jag en 90 centimeter bred säng från Hästens för 50.000 kronor. Då gick hjärnan i gång - vem är det som köper en sådan säng åt sig själv? Det blev som en perfekt cementerad bild av ensamhet, och lade liksom grunden till filmen."
Filmen premiärvisades på Göteborgs filmfestival den 25 januari 2014 där den var nominerad till Novella Film Award. Den 30 juli 2014 visades den i Sveriges Televisions SVT2.

## Musik
- "Mot okända hav", komponerad av Ulf Schagerström, framförd av Marie Fredriksson